# Festival internazionale Cinema giovani 1984
La 2ª edizione del Festival internazionale Cinema giovani si è svolta a Torino dal 6 al 14 ottobre 1984.
Il direttore di questa edizione è stato Gianni Rondolino.

## Sezioni

### Opere prime
Selezione di opere prime.
- Angst, regia di Gerald Kargl (1983) - Italia e Svizzera
- Ragazzo incontra ragazza (Boy meets girl), regia di Léos Carax (1984) - Francia
- Contorsioni (Contorsions), regia di Mike Stubbs (1984) - Nuova Zelanda
- Rinchiuso per essere libero (Eingeschlossen frei zu sein), regia di Christian Wagner (1982) - Francia
- Sogni elettrici (Electric Dreams), regia di Steve Barron (1984) - Nuova Zelanda
- Andar giù (Going down), regia di Haydn Keenan (1982) - Spagna
- Il fiume senza boe (Mei you hang biao de he lui), regia di Wu Tianming (1984) - Italia e Danimarca
- II cibo della mamma e la carne di Freud (Mother's meat & Freud's flesh), regia di Demetrios Estdelacropolis (1984) - Canada

### Tematiche giovanili
Selezione di opere a tematica giovanile.
- Alphabet City, regia di Amos Poe (1984) - USA
- Autostrada americana (American Autobahn), regia di Andre Degas (1984) - USA
- La seconda generazione (Druga Generacija), regia di Zelimir Zelnik (1983) - Costa d'Avorio
- Scelte difficili (Hard Choices), regia di Rick King (1984) - USA
- Pericolo per la salute (Da Leitai), regia di Kirk Wong (Che-Keung Wong) (1983) - Russia
- Eroe (Hero), regia di Alexandre Rockwell (1983) - USA
- Repo Man - Il recuperatore, regia di Alex Cox (1984) - USA
- La miglior vendetta è il successo (Success is the Best Revenge), regia di Jerzy Skolimowski (1984) - Nuova Zelanda

### Anteprime
- Un altro stato mentale (AnotherState of Mind), regia di Adam Small e Peter Stuart (1983) - USA
- Il fratello da un altro pianeta (The Brother from Another Planet), regia di John Sayles (1984) - USA
- Karate Kid - Per vincere domani (The Karate Kid), regia di John G. Avildsen (1984) _ USA
- Le notti di luna piena (Les Nuits de la Pleine Lune), regia di Éric Rohmer (1984) - USA
- Amare con rabbia (Reckless), regia di James Foley (1984) - USA
- Più strano del paradiso (Stranger Than Paradise), regia di Jim Jarmusch (1984) - USA

### Film di animazione
- Ned Wethered, regia di Lee Whitmore - cortometraggio di animazione (1984) - Spagna
- La casa di campagna (Het Landhuis), regia di Josette Janssens - cortometraggio di animazione (1984) - Belgio
- Album, regia di Kresimir Zimovic - cortometraggio di animazione (1983) - Costa d'Avorio
- Vincent, regia di Tim Burton  - cortometraggio di animazione (1983) - USA
- Vol de Rêve, regia di Philippe Bergeron, Nadia Magnenat-Thalmann e Daniel Thalmann - cortometraggio di animazione (1982) - Canada
- Globus, regia di Michael Zamjatnins - cortometraggio di animazione (1983) - Francia
- Mujer Esperando en un Hotel, regia di Raul Garcia Sanz - cortometraggio di animazione (1983) - Canada
- Danza di Carnevale, regia di Vincenzo Gioanola - cortometraggio di animazione (1984) - Italia
- La pressione di una molla nascosta, regia di Viviana Vitelli - cortometraggio di animazione (1984) - Italia
- Icaro, regia di Ernesto Paganoni - cortometraggio di animazione (1984) - Italia

### Retrospettiva - Nouvelle Vague
Retrospettiva dedicata al venticinquennale della Nouvelle Vague.
- La notte dell'incrocio (La Nuit du carrefour), regia di Jean Renoir (1932) - Francia
- Viaggio in Italia, regia di Roberto Rossellini (1954) - Italia e Francia
- La tenda scarlatta (Le Rideau cramoisi), regia di Alexandre Astruc (1952) - Francia
- Una vita - Il dramma di una sposa (Une vie), regia di Alexandre Astruc (1958) - Francia
- La proie pour l'ombre, regia di Alexandre Astruc (1960) - Francia
- Diario di un ladro (Pickpocket), regia di Robert Bresson (1959) - Francia
- Le Testament d'Orphée, regia di Jean Cocteau (1959) - Francia
- Le sang des bêtes, regia di Georges Franju - cortometraggio (1948) - Francia
- Le Théâtre national populaire, regia di Georges Franju - cortometraggio (1956) - Francia
- La Première Nuit, regia di Georges Franju - cortometraggio (1958) - Francia
- La fossa dei disperati (La tête contre les murs), regia di Georges Franju (1959) - Francia
- Occhi senza volto (Les yeux sans visage) di Georges Franju (1960) - Francia e Italia
- Les Dernières Vacances, regia di Roger Leenhardt (1947) - Francia
- Le Rendez-vous de minuit, regia di Roger Leenhardt (1961) - Francia
- Il silenzio del mare  (Le silence de la mer), regia di Jean-Pierre Melville (1947) - Francia
- Bob il giocatore (Bob le flambeur), regia di Jean-Pierre Melville (1956) - Francia e Italia
- Les Maîtres fous, regia di Jean Rouch - documentario (1955 - Francia
- Moi, un noir, regia di Jean Rouch - documentario (1958) - Francia
- Jaguar, regia di Jean Rouch - documentario (1954) - Francia
- La Pyramide humaine, regia di Jean Rouch - documentario (1960) - Francia
- Piace a troppi (Et Dieu... créa la femme), regia di Roger Vadim (1956) - Francia e Italia
- La pointe courte, regia di Agnès Varda (1954) - Francia
- Le beau Serge, regia di Claude Chabrol (1958) - Francia
- I cugini, regia di Claude Chabrol (1959) - Francia
- Donne facili (Les bonnes femmes), regia di Claude Chabrol (1960) - Francia
- I bellimbusti (Les godelureaux), regia di Claude Chabrol (1961) - Francia e Italia
- Ofelia (Ophélia), regia di Claude Chabrol (1963) - Francia
- L'uomo che vendette la Tour Eiffel (L'homme qui vendit la Tour Eiffel) episodio de Le più belle truffe del mondo (Les plus belles escroqueries du monde), regia di Claude Chabrol (1964) - Francia
- L'eau a la bouche, regia di Jacques Doniol-Valcroze (1959) - Francia
- Saint-Germain-des-Prés episodio di Parigi di notte (Paris vu par...), regia di Jean Douchet (1965) - Francia
- Le mannequin de Belleville, regia di Jean Douchet (1962) - Francia
- Et crac, regia Jean Douchet (1969) - Francia
- Dialogue des étudiantes, regia di Jean Douchet (1970)
- La jeunne fille et la mort, regia di Jean Douchet (1972) - Francia
- Opération Béton, regia di Jean-Luc Godard - cortometraggio (1954) - Francia
- Tous les garçons s'appellent Patrick, regia di Jean-Luc Godard - cortometraggio (1957) - Francia
- Charlotte et son Jules, regia di Jean-Luc Godard - cortometraggio (1958) - Francia
- Une histoire d'eau, regia di Jean-Luc Godard e François Truffaut - cortometraggio (1958) - Francia
- Fino all'ultimo respiro (À bout de souffle), regia di Jean-Luc Godard (1960) - Francia
- Le petit soldat, regia di Jean-Luc Godard (1960) - Francia
- La donna è donna (Une femme est une femme), regia di Jean-Luc Godard (1961) - Francia e Italia
- Questa è la mia vita (Vivre sa vie: Film en douze tableaux), regia di Jean-Luc Godard (1962) - Francia
- Les Carabiniers, regia di Jean-Luc Godard (1963) - Francia
- Il profeta falsario (Le grand escroc) episodio di Le più belle truffe del mondo (Les plus belles escroqueries du monde), regia di Jean-Luc Godard (1964) - Francia
- Il disprezzo (Le Mépris), regia di Jean-Luc Godard (1963) - Francia e Italia
- Il bandito delle ore undici (Pierrot le fou), regia di Jean-Luc Godard (1965) - Francia
- Bande à part, regia di Jean-Luc Godard (1964) - Francia
- Claude-Nicolas Ledoux, architecte maudit, regia di Pierre Kast - cortometraggio (1954) - Francia
- Le Corbusier, l'architecte du bonheur, regia di Pierre Kast - cortometraggio (1956) - Francia
- La Morte saison des amours, regia di Pierre Kast (1961) - Francia
- Le coup du berger, regia di Jacques Rivette - cortometraggio (1956) - Francia
- Parigi ci appartiene (Paris nous appartient), regia di Jacques Rivette (1958) - Francia
- Susanna Simonin, la religiosa (Suzanne Simonin, la religieuse de Denis Diderot), regia di Jacques Rivette (1965) - Francia
- L'Amour fou, di Jacques Rivette (1967) - Francia
- Il segno del leone (Le signe du lion), regia di Éric Rohmer (1959) - Francia
- La fornaia di Monceau (La boulangère de Monceau), regia di Eric Rohmer - cortometraggio (1962) - Francia
- La carriera di Suzanne (La carrière de Suzanne), regia di Eric Rohmer (1963) - Francia
- Fermière à Montfaucon, regia di Eric Rohmer - cortometraggio (1968) - Francia
- L'età difficile (Les Mistons), regia di François Truffaut (1957) - Francia
- I quattrocento colpi (Les Quatre Cents Coups), regia di François Truffaut (1959) - Francia
- Tirate sul pianista (Tirez sur le pianiste), regia di François Truffaut (1960) - Francia
- Jules e Jim (Jules et Jim), regia di François Truffaut (1962) - Francia
- Antoine et Colette, regia di François Truffaut - cortometraggio (1963) - Francia
- La calda amante (La peau douce), regia di François Truffaut (1964) - Francia
- Le Bel Indifférent, regia di Jacques Demy (1957) - Francia
- Le Sabotier du Val de Loire, regia di Jacques Demy - cortometraggio (1955) - Francia
- Lola, regia di Jacques Demy (1961) - Francia e Italia
- La baie des anges, regia di Jacques Demy (1963) - Francia
- Les Parapluies de Cherbourg regia di Jacques Demy (1964) - Francia
- Pourvu qu'on ait l'ivresse..., regia di Jean-Daniel Pollet - cortometraggio (1958) - Francia
- Gala, regia di Jean-Daniel Pollet - cortometraggio (1962) - Francia
- Rue Saint-Denis  episodio di Parigi di notte (Paris vu par...), regia di Jean-Daniel Pollet (1965) - Francia
- Blue Jeans, regia di Jacques Rozier - cortometraggio (1958) - Francia
- Dans le vent, regia di Jacques Rozier - cortometraggio (1962) - Francia
- Le parti des choses, regia Jacques Rozier (1963) - Francia
- Paparazzi, regia Jacques Rozier - cortometraggio (1963) - Francia
- Desideri nel sole (Adieu Philippine), regia di Jacques Rozier (1962) - Francia
- Van Gogh, regia di Alain Resnais - documentario cortometraggio (1948) - Francia
- Guernica, regia di Alain Resnais - documentario cortometraggio (1950) - Francia
- Les statues meurent aussi, regia di Chris Marker e Alain Resnais - cortometraggio (1951) - Francia
- Notte e nebbia (Nuit et brouillard), regia di Alain Resnais - documentario (1955) - Francia
- Toute la mémoire du monde, regia di Alain Resnais - documentario (1956) - Francia
- Le mystère de l'atelier quinze,regia di André Heinrich, Alain Resnais (1957) - Francia
- Le chant du Styrène, regia di Alain Resnais (1958) - Francia
- Hiroshima mon amour, regia di Alain Resnais (1959) - Francia e Giappone
- L'anno scorso a Marienbad (L'année dernière à Marienbad), regia di Alain Resnais (1961) - Francia e Italia
- Muriel, il tempo di un ritorno (Muriel, ou le temps d'un retour), regia di Alain Resnais (1963) - Francia e Italia
- Ô saisons, ô châteaux, regia di Agnès Varda - cortometraggio (1957) - Francia
- L'Opéra-Mouffe, regia di Agnès Varda - cortometraggio (1958) - Francia
- Du côté de la côte, regia di Agnès Varda - cortometraggio documentario (1958) - Francia
- Cleo dalle 5 alle 7 (Cléo de 5 à 7), regia di Agnès Varda (1961) - Francia
- Lettre de Sibérie, regia di Chris Marker (1957) - Francia
- Dimanche à Pékin, regia di Chris Marker - cortometraggio (1956) - Francia
- La jetée, regia di Chris Marker - cortometraggio (1962) - Francia
- L'inverno ti farà tornare (Une aussi longue absence), regia di Henri Colpi (1961) - Francia
- Ascensore per il patibolo (Ascenseur pour l'échafaud), regia di Louis Malle (1957) - Francia
- Gli amanti (Les amants), regia di Louis Malle (1958) - Francia
- On n'enterre pas le dimanche, regia di Michel Drach (1960) - Francia
- I giochi dell'amore (Les jeux de l'amour), regia di Philippe de Broca
- Ce soir ou jamais, regia di Michel Deville (1961) - Francia
- Un couple, regia di Jean-Pierre Mocky (1960) - Francia
- La maman et la putain, regia di Jean Eustache (1973) - Francia
- Brigitte et Brigitte, regia di Luc Moullet (1966) - Francia
- Les Contrebandières, regia di Luc Moullet (1967) - Francia
- Les Enfants désaccordés, regia di Philippe Garrel - cortometraggio (1964) - Francia
- Droit de visite, regia di Philippe Garrel (1965) - Francia
- Marie pour mémoire, regia di Philippe Garrel (1968) - Francia

### Spazio aperto
Sezione aperta a chiunque con meno di trent'anni, e ad alcune scuole cinematografiche.

#### Spazio Aperto: Scuola di Cinema Gaumont
- La ricerca, regia di Enzo Civitareale, Antonello Grimaldi, Michele Scura, Valerio Jalongo (1982) - Italia
- Il volo, regia di Valerio Jalongo (1982) - Italia
- La cifra, regia di Sandro De Santis (1982) - Italia
- Nei dintorni di mezzanotte, regia di Daniele Luchetti (1982) - Italia
- Attraverso la luce, regia di Carlo Carlei (1982) - Italia

#### Spazio Aperto: New Focus Film Cooperative
- Visiting Privilieges, regia di Steve Amateu - USA
- Buddies, regia di Alan Hostetter - USA
- Indietro... guardando a Coney, regia di Paul Ziller - USA
- Sub Shoppe, regia di Joseph Nardelli - USA
- Lights Out in TV Land, regia di Eric Early - USA
- Headlines, regia di Paul Ziller - USA
- The Glasses regia di Lyn-Shin Yu - USA

#### Spazio Aperto: Leicester Independent Film & Video Association
- Skin Trade, regia di Nigel Lindley (1984) - Nuova Zelanda
- Bit Parts, regia di Jeremy Blanks (1984) - Nuova Zelanda
- Satori Something, regi di Robert Garnham (1984) - Nuova Zelanda
- Vera Makeup, regia di Nick Hunt (1984) - Nuova Zelanda
- Put Not Your Trust..., regia di David J. M. Coleman (1982) - Nuova Zelanda
- The Truth About the Billygoats Gruff, regia di David J. M. Coleman (1982) - Nuova Zelanda
- After the Ball..., regia di David J. M. Coleman (1982) - Nuova Zelanda
- Vulture, regia di David J. M. Coleman (1983) - Nuova Zelanda
- The Gnome, regia di David J. M. Coleman (1982) - Nuova Zelanda

#### Spazio Aperto: Proiezioni Speciali
- This is a Musical, regia di Demetrios Estdelacropolis (1981) - Canada
- Uppercut Sonata, regia di Richi Ferrero (1982) - Italia
- New Maps of theE City, regia di Roger Garcia (1982) - Russia
- Cinema e architettura - Esterno notte, regia di Maurizio Gianotti, Alfredo Ronchetta, Alberto Signetto e Ferdinanda Vigliani (1984) - Italia
- The New Age, regia di George Hampton (1984) - Francia
- Lenz, regia di Alexandre Rockwell (1981) - USA
- Divine Waters, regia di Vito Zagarrio (1983) - Italia
- Bande giovanili - Nuovi sentieri nella giungla metropolitane, regia di Damiano Tavoliere (1983) - Italia

### Red Galaxy Films
- Fine del reale (End of the Real), regia di Tony Combes (1983) - Nuova Zelanda
- La casa del rettile (Reptile House), regia di Andy Hibbert (1983) - Nuova Zelanda
- L'idiota (The Idiot), regia di Rob Goldie (1983) - Nuova Zelanda
- Interzona (Interzone), regia di Phil Day